# هربرت اشپیندلر
هربرت اشپیندلر (آلمانی: Herbert Spindler؛ زادهٔ ۶ آوریل ۱۹۵۴) دوچرخه‌سوار اهل اتریش است. وی در بازی‌های المپیک تابستانی ۱۹۷۶ و ۱۹۸۰ شرکت کرده‌است.